# Шяуляйський район
Шяуляйский район (Шяуляйське районне самоврядування; лит. Šiaulių rajono savivaldybė) — адміністративна одиниця на північному заході  Литви в  Шяуляйському повіті. З  етнографічної точки зору, велика частина району розташована в межах  Жемайтії і лише частина східної половини району відноситься до  Аукштоти.

## Населені пункти
- 1 місто — Куршенай;
- 7 містечок — Базіліонай, Грузджяй, Кайряй, Куртувенай, Кужяй, Мешкуйчяй і Шакина;
- 521 село.

Чисельність населення (2001):
- Куршенай — 14 197
- Гінкунай — 2 963
- Грузджяй посилання — 1 747
- Кужяй посилання — 1 420
- Мешкуйчяй — 1 218
- Аукштелке — 1 186
- Кайряй — 1 158
- Війоляй — 1 154
- Драсучяй посилання — 1 004
- Бубяй — 878

## Староства
Шяуляйский район підрозділяється на 11  староств:
- Бубяйське (лит. Bubių seniūnija; адм. Центр: Бубяй)
- Гінкунайське (лит. Ginkūnų seniūnija; адм. Центр: Гінкунай)
- Грузджяйське (лит. Gruzdžių seniūnija; адм. Центр: Грузджяй)
- Кайряйське (лит. Kairių seniūnija; адм. Центр: Кайряй)
- Куршенайське сільське (лит. Kuršėnų kaimiškoji seniūnija; адм. Центр: Куршенай)
- Куршенайське міське (лит. Kuršėnų miesto seniūnija; адм. Центр: Куршенай)
- Кужяйське (лит. Kužių seniūnija; адм. Центр: Кужяй)
- Мяшкуйчяйське (лит. Meškuičių seniūnija; адм. Центр: Мяшкуйчяй)
- Рауденайське (лит. Raudėnų seniūnija; адм. Центр: Рауденай)
- Шакінське (лит. Šakynos seniūnija; адм. Центр: Шакина)
- Шяуляйське сільське (лит. Šiaulių kaimiškoji seniūnija; адм. Центр: Шяуляй)